# Vilima
Vilima is een plaats in de Estlandse gemeente Hiiumaa, provincie Hiiumaa. De plaats heeft de status van dorp (Estisch: küla).
Vilima lag tot in oktober 2013 in de gemeente Kõrgessaare, daarna tot in oktober 2017 in de gemeente Hiiu en sindsdien in de fusiegemeente Hiiumaa.

## Bevolking
De plaats had in 2000 geen inwoners meer. Ook in 2011 was het inwonertal 0. In 2021 waren er ineens weer 4 inwoners.

## Ligging
De plaats ligt op het schiereiland Kõpu.

## Geschiedenis
De naam Vilima is waarschijnlijk afgeleid van de voornaam Villem, het Estische equivalent van Willem. In 1609 werd Vilima voor het eerst genoemd onder de naam Willema Larß, een boerderij op het landgoed van  Hohenholm (Kõrgessaare). In 1834 heette ze Willima Jaak. In de jaren dertig van de 20e eeuw was de naam Vilima niet meer terug te vinden; vermoedelijk was het grondgebied opgedeeld tussen de buurdorpen. In 1997 werd Vilima weer een afzonderlijk dorp.